# Johnstone Kibet
Johnstone Maiyo Kibet (6 ottobre 1988) è un maratoneta keniota.

## Competizioni internazionali
2008
- 11º alla Standard Chartered Nairobi Half Marathon ( Nairobi) - 1h03'19"

2009
- Oro alla Maratona del Kilimanjaro ( Moshi) - 2h15'25"
- 24º alla Discovery Kenya Half Marathon ( Eldoret) - 1h04'09"

2010
- Argento alla Maratona di Varsavia ( Varsavia) - 2h14'24"
- Oro alla Maratona di Belgrado ( Belgrado) - 2h16'39"
- 7º alla Maratona del Kilimanjaro ( Moshi) - 2h19'39"
- 10º alla Obudu International Mountain Race ( Obudu), 11,5 km - 44'32"

2011
- 15º alla Maratona di Francoforte ( Francoforte sul Meno) - 2h10'02"
- 7º alla Maratona di Tiberiade ( Tiberiade) - 2h11'08"
- Bronzo alla Maratona di Amburgo ( Amburgo) - 2h11'27"

2012
- Argento alla Maratona di Dongying ( Dongying) - 2h13'35"

2013
- 14º alla Maratona di Francoforte ( Francoforte sul Meno) - 2h13'07"
- 16º alla Maratona di Tiberiade ( Tiberiade) - 2h14'54"

2014
- 4º alla Maratona internazionale della pace ( Košice) - 2h12'43"
- Oro alla Maratona d'Europa ( Lussemburgo) - 2h15'47"

2015
- Bronzo alla Maratona di Varsavia ( Varsavia) - 2h10'58"
- Bronzo alla Maratona d'Europa ( Lussemburgo) - 2h19'32"

2016
- Oro alla Maratona di Wuhan ( Wuhan) - 2h10'50"
- Bronzo alla Maratona di Taipei ( Taipei) - 2h13'59"

2017
- Argento alla Maratona di Dalian ( Dalian) - 2h13'53"

2018
- Argento alla Taipei Wan Jin Shi Marathon ( Taipei) - 2h14'40"
- 5º alla Maratona di Taipei ( Taipei) - 2h17'30"
- 12º alla Maratona di Dalian ( Dalian) - 2h18'47"

2019
- 28º alla Maratona di Eldoret ( Eldoret) - 2h21'02"